# Reinhold Johann von Freymann
Reinhold Johann von Freymann (* 1680 in Livland; † 28. Juli 1736 in Oppekaln, Livland) war Herr auf Nötkenshof und Schreibershof, schwedisch-baltischer Adliger und Generalmajor in der kaiserlich-russischen Armee.

## Leben
Reinhold Johann trat, wie auch seine Brüder Carl Otto († 1729) und Johann Friedrich († 1799), in Folge des Großen Nordischen Krieges als Fähnrich bei den schwedischen Truppen in den Vereinigten Niederlande seinen Kriegsdienst an. Ab dem Jahre 1700 diente er im Albedyllschen (später Scheiterfeldtschen) Dragoner-Regiment und wurde zum Kapitän befördert und 1704 zum Major. Seit 1708 war er nach Lemburg kommandiert und nahm an den Kampfhandlungen bei Jacobsstadt, Gemauerthof, Saladen, Lisna und Poltawa teil. Bei Poltawa geriet er in russische Gefangenschaft und wurde 1722 entlassen. Am 17. Juli 1722 wurde er auf eigenen Wunsch als Oberstleutnant aus den schwedischen Diensten entlassen.
Nach einiger Zeit trat er seinen Militärdienst in der kaiserlich-russischen Armee an und wurde 1735 zum Premiermajor in der kaiserlichen Garde zu Pferde, deren Standort Sankt Petersburg war, befördert. Noch im gleichen Jahr wurde er im Rang eines Generalmajors aus dem russischen Militärdienst entlassen und erhielt in Anerkennung seiner Dienste von der Zarin Anna Iwanowna das Krongut Laitzen im Kreis Walk auf Lebenszeit geschenkt. Reinhold setzte sich auf dem Gut Nötkenshof zur Ruhe und erwarb 1727 von seinem Bruder Carl Otto das väterliche Gut Schreibershof.

## Herkunft und Familie
Sein Vater war Johann von Freymann († 1682), der baltische Stammvater des Adelsgeschlechts von Freymann. Reinhold Johann heiratete Gerdrutha Baltzer († 1756), ihre Nachkommen waren: Gerdrutha von Freymann (* um 1685), Gustav von Freymann († 1736), Sophie Elisabeth von Freymann, Reinhold von Freymann, Johann Friedrich von Freymann († 1782 in Alt-Laitzen), Oberst, Carl Otto von Freymann († 1729), Landrat und Gotthard Wilhelm von Freymann.